# Liste der Monuments historiques in Gérardmer
Die Liste der Monuments historiques in Gérardmer führt die Monuments historiques in der französischen Gemeinde Gérardmer auf.

## Liste der Immobilien
| Bezeichnung       | Beschreibung                                                                       | Standort                     | Kennzeichnung | Schutzstatus | Datum | Bild           |
| ----------------- | ---------------------------------------------------------------------------------- | ---------------------------- | ------------- | ------------ | ----- | -------------- |
| Pont-des-Fées     | Brücke über die Vologne, 18. Jahrhundert; auch auf dem Gebiet von Xonrupt-Longemer | nordöstlich der Stadt (Lage) | PA00107175    | Inscrit      | 1972  | weitere Bilder |
| Anwesen Chevroton | Bauernhof, bezeichnet 1787                                                         | 3 rue de l’Église (Lage)     | PA00107174    | Inscrit      | 1979  | weitere Bilder |

## Liste der Objekte
| Bezeichnung                          | Beschreibung                                                                               | Standort                                      | Kennzeichnung | Schutzstatus | Datum | Bild |
| ------------------------------------ | ------------------------------------------------------------------------------------------ | --------------------------------------------- | ------------- | ------------ | ----- | ---- |
| Neun Skulpturen                      | Ensemble aus PM88001424 bis PM88001431 und PM88001433                                      | Kichompré, in der Kirche St-Étienne (Lage)    | PM88002001    | Inscrit      | 2010  |      |
| Skulptur eines Heiligen mit Löwen    | mit Sockel; Stein, 16. Jahrhundert                                                         | Kichompré, in der Kirche St-Étienne (Lage)    | PM88001424    | Inscrit      | 2010  |      |
| Skulptur Madonna mit Kind            | mit Sockel; Stein, 15. oder 16. Jahrhundert                                                | Kichompré, in der Kirche St-Étienne (Lage)    | PM88001425    | Inscrit      | 2010  |      |
| Skulptur Heiliger Stephan            | Stein, farbig gefasst, 16. oder 17. Jahrhundert                                            | Kichompré, in der Kirche St-Étienne (Lage)    | PM88001426    | Inscrit      | 2010  |      |
| Skulptur Paulus                      | Holz, farbig gefasst, 17. oder 18. Jahrhundert                                             | Kichompré, in der Kirche St-Étienne (Lage)    | PM88001427    | Inscrit      | 2010  |      |
| Skulptur Petrus                      | Holz, vergoldet, 18. Jahrhundert                                                           | Kichompré, in der Kirche St-Étienne (Lage)    | PM88001428    | Inscrit      | 2010  |      |
| Skulptur eines Heiligen              | Holz, farbig gefasst, 18. Jahrhundert                                                      | Kichompré, in der Kirche St-Étienne (Lage)    | PM88001429    | Inscrit      | 2010  |      |
| Skulptur eines Heiligen              | Holz, farbig gefasst, 18. Jahrhundert                                                      | Kichompré, in der Kirche St-Étienne (Lage)    | PM88001430    | Inscrit      | 2010  |      |
| Skulptur Heilige Anna                | Holz, farbig gefasst, 17. oder 18. Jahrhundert                                             | Kichompré, in der Kirche St-Étienne (Lage)    | PM88001431    | Inscrit      | 2010  |      |
| Skulptur Heiliger Quintinus          | Stein, farbig gefasst, 18. Jahrhundert                                                     | Kichompré, in der Kirche St-Étienne (Lage)    | PM88001433    | Inscrit      | 2010  |      |
| Glocke                               | Bronze, 1766 gegossen                                                                      | La Trinité, in der Kapelle Ste-Trinité (Lage) | PM88001434    | Inscrit      | 2006  |      |
| Prozessionskreuz                     | Bronze, versilbert, drittes Viertel des 18. Jahrhunderts                                   | La Trinité, in der Kapelle Ste-Trinité (Lage) | PM88001436    | Inscrit      | 2006  |      |
| Zwölf Skulpturen                     | Ensemble aus PM88001450 bis PM88001461                                                     | La Trinité, in der Kapelle Ste-Trinité (Lage) | PM88001449    | Inscrit      | 2006  |      |
| Skulptur Madonna mit Kind            | Holz, farbig gefasst, um 1800                                                              | La Trinité, in der Kapelle Ste-Trinité (Lage) | PM88001450    | Inscrit      | 2006  |      |
| Skulptur Maria Immaculata            | Holz, farbig gefasst, um 1800                                                              | La Trinité, in der Kapelle Ste-Trinité (Lage) | PM88001451    | Inscrit      | 2006  |      |
| Skulptur Heiliger Blasius            | Holz, farbig gefasst, um 1800                                                              | La Trinité, in der Kapelle Ste-Trinité (Lage) | PM88001452    | Inscrit      | 2006  |      |
| Skulptur Heiliger Guarinus           | Holz, farbig gefasst, um 1800                                                              | La Trinité, in der Kapelle Ste-Trinité (Lage) | PM88001453    | Inscrit      | 2006  |      |
| Skulptur Heiliger Theobald           | Holz, farbig gefasst, um 1800                                                              | La Trinité, in der Kapelle Ste-Trinité (Lage) | PM88001454    | Inscrit      | 2006  |      |
| Skulptur Heiliger Gangolf            | Holz, farbig gefasst, um 1800                                                              | La Trinité, in der Kapelle Ste-Trinité (Lage) | PM88001455    | Inscrit      | 2006  |      |
| Skulptur Heiliger Rochus             | Holz, farbig gefasst, um 1800                                                              | La Trinité, in der Kapelle Ste-Trinité (Lage) | PM88001456    | Inscrit      | 2006  |      |
| Skulptur Heiliger Antonius von Padua | Holz, farbig gefasst, um 1800                                                              | La Trinité, in der Kapelle Ste-Trinité (Lage) | PM88001457    | Inscrit      | 2006  |      |
| Skulptur Heiliger Nikolaus           | Holz, farbig gefasst, um 1800                                                              | La Trinité, in der Kapelle Ste-Trinité (Lage) | PM88001458    | Inscrit      | 2006  |      |
| Skulptur Heiliger Genesius           | Holz, farbig gefasst, um 1800                                                              | La Trinité, in der Kapelle Ste-Trinité (Lage) | PM88001459    | Inscrit      | 2006  |      |
| Skulptur Heiliger Bartholomäus       | Holz, farbig gefasst, um 1800                                                              | La Trinité, in der Kapelle Ste-Trinité (Lage) | PM88001460    | Inscrit      | 2006  |      |
| Skulptur Heiliger Dominikus          | Holz, farbig gefasst, um 1800; 1972 gestohlen                                              | La Trinité, in der Kapelle Ste-Trinité (Lage) | PM88001461    | Inscrit      | 2006  |      |
| Altarkreuz und zwei Leuchter         | Bronze, versilbert, drittes Viertel des 18. Jahrhunderts                                   | La Trinité, in der Kapelle Ste-Trinité (Lage) | PM88001437    | Inscrit      | 2006  |      |
| Skulptur Schutzmantelmadonna         | Holz, 18. Jahrhundert                                                                      | in der Kirche St-Barthélemy (Lage)            | PM88000386    | Classé       | 1964  |      |
| Vier Gemälde der Evangelisten        | Ölfarbe auf Leinwand, 18. Jahrhundert                                                      | Kichompré, in der Kirche St-Étienne (Lage)    | PM88001432    | Inscrit      | 2010  |      |
| Hauptaltar                           | Altartisch, Retabel und Gemälde; Holz, farbig gefasst, sowie Ölfarbe auf Leinwand, um 1766 | La Trinité, in der Kapelle Ste-Trinité (Lage) | PM88001435    | Inscrit      | 2006  |      |